# Lijst van rijksmonumenten in Beerta
De plaats Beerta telt 13 inschrijvingen in het rijksmonumentenregister. Hieronder een overzicht. 
| Object                                                                                               | Oorspronkelijke functie? | Bouwjaar                            | Architect | Locatie             | Coördinaten?                 | Nr.?   | Afbeelding                                |
| --- | ------------------------ | ----------------------------------- | --------- | ------------------- | ---------------------------- | ------ | ----------------------------------------- |
| Oldambster boerderij met ingang in zijgevel en drie rijen zaadzoldervensters                         | Boerderij                | 1867                                |           | Hoofdstraat 99      | 53° 9' 56" NB, 7° 5' 8" OL   | 8864   | Meer afbeeldingen                         |
| Oldambster boerderij met voorgevel geleed door middenrisaliet en vier pilasters                      | Boerderij                | 1879                                |           | Hoofdstraat 137     | 53° 10' 3" NB, 7° 5' 15" OL  | 8865   | Meer afbeeldingen                         |
| Huningaheerd                                                                                         | Boerderij                | 1857                                |           | Hoofdstraat 153     | 53° 10' 8" NB, 7° 5' 21" OL  | 8866   | Meer afbeeldingen                         |
| Hervormde kerk, vrijstaande toren                                                                    | Kerk en kerkonderdeel    | 1806                                |           | bij Hoofdstraat 263 | 53° 10' 30" NB, 7° 5' 48" OL | 8867   | Meer afbeeldingen                         |
| Hervormde kerk (Bartholomeüskerk)                                                                    | Kerk en kerkonderdeel    | 1506 1783 (verb.) 1956-'61 (rest.)  |           | Hoofdstraat 263     | 53° 10' 30" NB, 7° 5' 48" OL | 8868   | Meer afbeeldingen                         |
| Oldambster boerderij met voorhuis met omlijste ingang in het midden en twee rijen zaadzoldervensters | Boerderij                | 1830                                |           | Hoofdstraat 24      | 53° 9' 41" NB, 7° 4' 58" OL  | 8869   | Meer afbeeldingen                         |
| Onderkelderd dwarshuis onder schilddak met hoekschoorstenen                                          | Woonhuis                 | midden 19e eeuw                     |           | Hoofdstraat 156     | 53° 10' 28" NB, 7° 5' 51" OL | 8870   | Meer afbeeldingen                         |
| Dwarshuisboerderij met aan weerszijden twee krimpen, bestaande uit een voorhuis met schuur           | Boerderij                | 1876                                |           | Oudeweg 39          | 53° 11' 13" NB, 7° 7' 10" OL | 522539 | Meer afbeeldingen                         |
| Graanpakhuis                                                                                         | Boerderij                | 1912                                |           | bij Oudeweg 39      | 53° 11' 13" NB, 7° 7' 10" OL | 522540 | Graanpakhuis                              |
| Bijschuur onder wolfsdak                                                                             | Boerderij                | 1918 1951 (uitbr.)                  |           | bij Oudeweg 39      | 53° 11' 13" NB, 7° 7' 10" OL | 522541 | Bijschuur onder wolfsdak                  |
| Woonhuis in ambachtelijk-traditionele stijl met aangebouwde smederij                                 | Nijverheid               | ca. 1880                            |           | Hoofdstraat 59      | 53° 9' 47" NB, 7° 4' 59" OL  | 522556 | Meer afbeeldingen                         |
| Garage in ambachtelijk-traditionele stijl                                                            | Opslag                   | 1927                                |           | bij Hoofdstraat 59  | 53° 9' 47" NB, 7° 4' 59" OL  | 522557 | Garage in ambachtelijk-traditionele stijl |
| Rentenierswoning in eclectische stijl met aangebouwd achterhuis                                      | Woonhuis                 | waarsch. ca. 1886 1916 (achterhuis) |           | Hoofdstraat 201     | 53° 10' 18" NB, 7° 5' 35" OL | 522565 | Meer afbeeldingen                         |